# Élections régionales de 2004 en Île-de-France
Pour un article plus général, voir Élections régionales françaises de 2004.
 (juin 2020).
Si vous disposez d'ouvrages ou d'articles de référence ou si vous connaissez des sites web de qualité traitant du thème abordé ici, merci de compléter l'article en donnant les références utiles à sa vérifiabilité et en les liant à la section « Notes et références ».
Les élections régionales de 2004 en Île-de-France se sont déroulées les 21 et 28 mars.

## Mode de scrutin
Le mode de scrutin est fixé par le Code électoral. Les conseillers régionaux sont élus pour six ans au scrutin de liste à deux tours sans adjonction ni suppression de noms et sans modification de l'ordre de présentation. Chaque liste est constituée d'autant de sections qu'il y a de départements dans la région.
Si une liste a recueilli la majorité absolue des suffrages exprimés au premier tour, le quart des sièges lui est attribué. Le reste est réparti à la proportionnelle suivant la règle de la plus forte moyenne. Une liste ayant obtenu moins de 5 % des suffrages exprimés ne peut se voir attribuer un siège. Sinon on procède à un second tour où peuvent se présenter les listes ayant obtenu 10 % des suffrages exprimés. La composition de ces listes peut être modifiée pour comprendre les candidats ayant figuré au premier tour sur d’autres listes, sous réserve que celles-ci aient obtenu au premier tour au moins 5 % des suffrages exprimés et ne se présentent pas au second tour. À l’issue du second tour, les sièges sont répartis de la même façon.
Les sièges étant attribués à chaque liste, on effectue ensuite la répartition entre les sections départementales, au prorata des voix obtenues par la liste dans chaque département.

## Listes des candidats
Le Parti socialiste présente une liste conduite par Jean-Paul Huchon. Le PS fait alliance avec plusieurs autres partis comme Les Verts ainsi qu'avec le Parti radical de gauche. Jean-Paul Huchon est réélu à la présidence du conseil régional avec 49,16% des voix au second tour.
La droite a désigné Jean-François Copé pour mener la liste en Île-de-France. Cette liste obtient finalement 64 sièges.

### Têtes de liste départementales
| Département       | Tour de scrutin | Liste                      | Liste                      | Liste                   | Liste                   | Liste                | Liste                    | Liste                     | Liste                  |
| Département       | Tour de scrutin | Huchon                     | Buffet                     | Copé                    | Santini                 | Le Pen               | Laguiller                | Pelegrin                  | Bay                    |
| ----------------- | --------------- | -------------------------- | -------------------------- | ----------------------- | ----------------------- | -------------------- | ------------------------ | ------------------------- | ---------------------- |
| Département       | Tour de scrutin |                            |                            |                         |                         |                      |                          |                           |                        |
| Paris             | 1re tour        | Anne Hidalgo (PS)          | François Labroille (PCF)   | Dominique Versini (UMP) | Corinne Lepage (Cap21)  | Martial Bild (FN)    | Olivier Besancenot (LCR) | Dominique de Coninck (GÉ) | Bertrand Robert (MNR)  |
| Paris             | 2e tour         | Anne Hidalgo (PS)          | Anne Hidalgo (PS)          | Dominique Versini (UMP) | Dominique Versini (UMP) | Martial Bild (FN)    | Non qualifié             | Non qualifié              | Non qualifié           |
| Seine Saint-Denis | 1re tour        | Serge Mery (PS)            | Marie-Georges Buffet (PCF) | Éric Raoult (UMP)       | Claude Pernes (UDF)     | Roger Holeindre (FN) | Arlette Laguiller (LO)   | Carine Pelegrin (GÉ)      | Philippe Milliau (MNR) |
| Seine Saint-Denis | 2e tour         | Marie-Georges Buffet (PCF) | Marie-Georges Buffet (PCF) | Éric Raoult (UMP)       | Éric Raoult (UMP)       | Roger Holeindre (FN) | Non qualifié             | Non qualifié              | Non qualifié           |

## Résultats

### Région entière
| Tête de liste Étiquette politique (partis et alliances) | Tête de liste Étiquette politique (partis et alliances)                 | Premier tour | Premier tour | Second tour | Second tour | Sièges     |  |
| Tête de liste Étiquette politique (partis et alliances) | Tête de liste Étiquette politique (partis et alliances)                 | Voix         | %            | Voix        | %           | Sièges     |  |
| ------------------------------------------------------- | ----------------------------------------------------------------------- | ------------ | ------------ | ----------- | ----------- | ---------- |  |
|                                                         | Jean-Paul Huchon sortant Parti socialiste (Les Verts - PRG - MRC)       | 1 170 453    | 31,95        | 1 923 139   | 49,16       | 130 62,2 % |  |
|                                                         | Marie-George Buffet Parti communiste français (AGR - Les Alternatifs)   | 263 915      | 7,20         | 1 923 139   | 49,16       | 130 62,2 % |  |
|                                                         | Jean-François Copé Union pour un mouvement populaire (MPF - CNIP - FRS) | 908 265      | 24,79        | 1 592 988   | 40,72       | 64 30,6 %  |  |
|                                                         | André Santini Union pour la démocratie française (Cap21)                | 590 542      | 16,12        | 1 592 988   | 40,72       | 64 30,6 %  |  |
|                                                         | Marine Le Pen Front national                                            | 448 983      | 12,26        | 395 565     | 10,11       | 15 7,2 %   |  |
|                                                         | Arlette Laguiller Lutte ouvrière (LCR)                                  | 146 153      | 3,99         |             |             |            |  |
|                                                         | Carine Pelegrin Génération écologie                                     | 91 875       | 2,51         |             |             |            |  |
|                                                         | Nicolas Bay Mouvement national républicain                              | 43 171       | 1,18         |             |             |            |  |
|                                                         |                                                                         |              |              |             |             |            |  |
| Inscrits                                                | Inscrits                                                                | 6 156 695    | 100,00       | 6 150 351   | 100,00      | 209        |  |
| Abstentions                                             | Abstentions                                                             | 2 390 373    | 38,83        | 2 133 920   | 34,7        |            |  |
| Votants                                                 | Votants                                                                 | 3 766 322    | 61,17        | 4 016 431   | 65,3        |            |  |
| Blancs et nuls                                          | Blancs et nuls                                                          | 102 951      | 2,73         | 104 848     | 2,61        |            |  |
| Exprimés                                                | Exprimés                                                                | 3 663 371    | 97,27        | 3 911 583   | 97,39       |            |  |

### Par département

#### Paris
Le rapport de force est nettement en faveur de la gauche à Paris, alors que le total des listes socialistes et communistes gagne 7,4 % par rapport à la liste de la gauche plurielle en 1998. La droite est relativement stable (+ 1,3 %) alors que le Front national recule assez nettement (-3,5 %). L'alliance LO–LCR, malgré la notoriété de Olivier Besancenot qui est tête de liste à Paris ne franchit pas le cap des 5 %.
| Tête de liste Étiquette politique (partis et alliances) | Tête de liste Étiquette politique (partis et alliances)  | Premier tour | Premier tour | Second tour | Second tour | Sièges |
| Tête de liste Étiquette politique (partis et alliances) | Tête de liste Étiquette politique (partis et alliances)  | Voix         | %            | Voix        | %           | Sièges |
| ------------------------------------------------------- | -------------------------------------------------------- | ------------ | ------------ | ----------- | ----------- | ------ |
|                                                         | Anne Hidalgo Parti socialiste (Les Verts - PRG - MRC)    | 258 495      | 37,24        | 372 421     | 50,44       | 26     |
|                                                         | François Labroille Parti communiste français             | 39 053       | 5,63         | 372 421     | 50,44       | 26     |
|                                                         | Dominique Versini Union pour un mouvement populaire      | 184 424      | 26,57        | 320 827     | 43,45       | 13     |
|                                                         | Corinne Lepage Cap21 (UDF)                               | 114 222      | 16,46        | 320 827     | 43,45       | 13     |
|                                                         | Martial Bild Front national                              | 57 185       | 8,24         | 45 082      | 6,11        | 2      |
|                                                         | Olivier Besancenot Ligue communiste révolutionnaire (LO) | 22 479       | 3,24         |             |             | 0      |
|                                                         | Dominique de Coninck Génération écologie                 | 13 277       | 1,91         | 0           |             |        |
|                                                         | Bertrand Robert Mouvement national républicain           | 5 007        | 0,72         | 0           |             |        |
|                                                         |                                                          |              |              |             |             |        |
| Inscrits                                                | Inscrits                                                 | 1 128 211    | 100,00       | 1 127 968   | 100,00      | 41     |
| Abstentions                                             | Abstentions                                              | 420 523      | 37,27        | 374 017     | 33,16       |        |
| Votants                                                 | Votants                                                  | 707 688      | 62,73        | 753 951     | 66,84       |        |
| Blancs et nuls                                          | Blancs et nuls                                           | 13 546       | 1,91         | 15 621      | 2,07        |        |
| Exprimés                                                | Exprimés                                                 | 694 142      | 98,09        | 738 330     | 97,93       |        |
| Source : ministère de l'Intérieur                       |                                                          |              |              |             |             |        |

#### Seine-et-Marne
| Tête de liste Étiquette politique (partis et alliances) | Tête de liste Étiquette politique (partis et alliances)     | Premier tour | Premier tour | Second tour | Second tour | Sièges |
| Tête de liste Étiquette politique (partis et alliances) | Tête de liste Étiquette politique (partis et alliances)     | Voix         | %            | Voix        | %           | Sièges |
| ------------------------------------------------------- | ----------------------------------------------------------- | ------------ | ------------ | ----------- | ----------- | ------ |
|                                                         | Jean-Paul Planchou Parti socialiste (Les Verts - PRG - MRC) | 128 715      | 30,08        | 217 590     | 47,32       | 15     |
|                                                         | Daniel Brunel Parti communiste français                     | 25 732       | 6,01         | 217 590     | 47,32       | 15     |
|                                                         | Jean-François Copé Union pour un mouvement populaire        | 114 004      | 26,64        | 175 230     | 38,11       | 7      |
|                                                         | Gérard Ruffin Union pour la démocratie française            | 48 782       | 11,40        | 175 230     | 38,11       | 7      |
|                                                         | Jean-François Jalkh Front national                          | 71 889       | 16,80        | 67 037      | 14,58       | 3      |
|                                                         | Daniel Lioubowny Lutte ouvrière                             | 19 748       | 4,61         |             |             | 0      |
|                                                         | Didier Bernard Génération écologie                          | 11 992       | 2,80         | 0           |             |        |
|                                                         | Laurence Carrier Mouvement national républicain             | 7 084        | 1,66         | 0           |             |        |
|                                                         |                                                             |              |              |             |             |        |
| Inscrits                                                | Inscrits                                                    | 729 410      | 100,00       | 729 415     | 100,00      | 25     |
| Abstentions                                             | Abstentions                                                 | 285 193      | 39,1         | 251 646     | 34,5        |        |
| Votants                                                 | Votants                                                     | 444 217      | 60,9         | 477 769     | 65,5        |        |
| Blancs et nuls                                          | Blancs et nuls                                              | 16 271       | 3,66         | 17 912      | 3,75        |        |
| Exprimés                                                | Exprimés                                                    | 427 946      | 96,34        | 459 857     | 96,25       |        |
| Source : ministère de l'Intérieur                       |                                                             |              |              |             |             |        |

#### Yvelines
| Tête de liste Étiquette politique (partis et alliances) | Tête de liste Étiquette politique (partis et alliances)           | Premier tour | Premier tour | Second tour | Second tour | Sièges |
| Tête de liste Étiquette politique (partis et alliances) | Tête de liste Étiquette politique (partis et alliances)           | Voix         | %            | Voix        | %           | Sièges |
| ------------------------------------------------------- | ----------------------------------------------------------------- | ------------ | ------------ | ----------- | ----------- | ------ |
|                                                         | Jean-Paul Huchon sortant Parti socialiste (Les Verts - PRG - MRC) | 150 141      | 29,50        | 235 885     | 43,50       | 16     |
|                                                         | Bénédicte Bauret Parti communiste français                        | 23 292       | 4,58         | 235 885     | 43,50       | 16     |
|                                                         | Pierre Bédier Union pour un mouvement populaire                   | 140 634      | 27,63        | 252 735     | 46,61       | 10     |
|                                                         | Nicolas About Union pour la démocratie française                  | 96 742       | 19,01        | 252 735     | 46,61       | 10     |
|                                                         | Myriam Baeckeroot Front national                                  | 61 676       | 12,12        | 53 638      | 9,89        | 2      |
|                                                         | Céline Dumoulin Lutte ouvrière                                    | 15 998       | 3,14         |             |             | 0      |
|                                                         | Céline Kerbel Génération écologie                                 | 13 949       | 2,74         | 0           |             |        |
|                                                         | Nicolas Bay Mouvement national républicain                        | 6 486        | 1,27         | 0           |             |        |
|                                                         |                                                                   |              |              |             |             |        |
| Inscrits                                                | Inscrits                                                          | 838 385      | 100,00       | 838 290     | 100,00      | 28     |
| Abstentions                                             | Abstentions                                                       | 316 050      | 37,7         | 281 369     | 33,56       |        |
| Votants                                                 | Votants                                                           | 522 335      | 62,3         | 556 921     | 66,44       |        |
| Blancs et nuls                                          | Blancs et nuls                                                    | 13 417       | 2,57         | 14 663      | 2,63        |        |
| Exprimés                                                | Exprimés                                                          | 508 918      | 97,43        | 542 258     | 97,37       |        |
| Source : ministère de l'Intérieur                       |                                                                   |              |              |             |             |        |